# La Côte-d'Arbroz
La Côte-d'Arbroz är en kommun i departementet Haute-Savoie i regionen Auvergne-Rhône-Alpes i sydöstra Frankrike. Kommunen ligger i kantonen Taninges som tillhör arrondissementet Bonneville. År 2022 hade La Côte-d'Arbroz 355 invånare.

## Befolkningsutveckling
Antalet invånare i kommunen La Côte-d'Arbroz
| Referens: INSEE |